# Shin Megami Tensei V
Shin Megami Tensei V est un JRPG développé et édité par Atlus, sorti sur Nintendo Switch le 12 novembre 2021. Il fait partie de la série Shin Megami Tensei, elle-même faisant partie de la plus grande franchise Megami Tensei. Produit par le directeur de Shin Megami Tensei IV, Kazuyuki Yamai, ce jeu vidéo est conçu pour être un hybride entre Shin Megami Tensei: Nocturne et Shin Megami Tensei IV, avec le retour des mécanismes de jeu tels que l'élevage et la fusion de démons.
Une nouvelle version nommée Shin Megami Tensei V : Vengeance est sortie le 14 juin 2024. Le jeu est disponible sur Nintendo Switch, PlayStation 4, PlayStation 5, Xbox One, Xbox Series et sur Microsoft Windows.

## Aperçu
Shin Megami Tensei V est un JRPG se déroulant dans les temps modernes de Tokyo. Il comprendra des éléments de jeu présent des précédents jeux Shin Megami Tensei, tels que la capacité de fusionner des démons, ainsi que de nouvelles mécaniques.

## Développement
Shin Megami Tensei V est développé par Atlus, et est produit par Kazuyuki Yamai, qui dirigeait auparavant Shin Megami Tensei IV. L'un des objectifs de l'équipe de développement avec le jeu est de décrire et de comprendre les "caractéristiques de l'époque", telles que le chômage, le malaise à la retraite, le terrorisme, les armes nucléaires, et les problèmes à la maison. Le jeu est développé comme un hybride entre le "charme profond" de Shin Megami Tensei: Nocturne et le système de jeu éveillant des démons dans Shin Megami Tensei IV. Le développement se fait en utilisant le moteur de jeu Unreal Engine 4, une première pour Atlus; selon Yamai, le passage à Unreal Engine 4 a changé la façon dont ils créent les jeux, car la possibilité de créer quelque chose et de le voir immédiatement dans le jeu leur permet de passer plus de temps sur les essais et les erreurs et de trouver des idées. La décision de développer le jeu pour la Nintendo Switch a été prise car Yamai aimait sa portabilité combinée à sa capacité pour les jeux HD bien qu'il y ait eu quelques défis à relever puisque Shin Megami Tensei V est le premier jeu d'Atlus développé pour cette plate-forme.

## Commercialisation
Shin Megami Tensei V: Vengeance, la version améliorée du jeu original, bénéficie d'un doublage japonais et anglais ainsi que d'une localisation officielle dans une dizaine de langues dont le français. La traduction française est signée Gwladys Gaye-Williams, Marc Eybert-Guillon, Alexis Barroso, Geoffrey Ruaux, Ronan Salon et Sasha Boucheron.

## Ventes
Le 18 avril 2022, Atlus annonce que Shin Megami Tensei V s'est vendu à plus d'un million d'exemplaires à travers le monde, devançant ainsi l'épisode précédent Shin Megami Tensei IV, qui s'est écoulé à plus de six cent mille exemplaires.